# Jan Mazanek
Jan Nepomucen Mazanek (ur. 1856 w Głogowie Małopolskim, zm. 29 sierpnia 1915 w Krakowie) – kapłan katolicki, doktor teologii i filozofii. 

## Życiorys
W 1878 ukończył gimnazjum w Rzeszowie. Odbył studia teologiczne w seminarium duchownym w Przemyślu. Sakrament święceń kapłańskich otrzymał w 1882 z rąk kard. Albina Dunajewskiego w Krakowie. W latach 1882–1885 studiował w Rzymie, gdzie uzyskał doktorat z teologii i filozofii. Po powrocie pracował jako profesor filozofii w seminarium przemyskim. Został szambelanem papieskim. W 1906 ks. kardynał Puzyna powołał go do Krakowa i mianował kanonikiem katedralnym (instalacja odbyła się na początku 1907). Równocześnie wykładał teologię moralną na Uniwersytecie Jagiellońskim. W 1909 został mianowany teologii moralnej i profesorem nadzwyczajnym. Następnie wykładał w seminarium krakowskim, jednak bardziej poświęcił się kierownictwu duchowemu. Pełnił funkcję prefekta, a następnie rektora Małego Seminarium. Od 6 stycznia 1914 do 29 sierpnia 1915 był rektorem Wyższego Seminarium Duchownego Archidiecezji Krakowskiej. Był członkiem Kapituły Katedralnej w Krakowie.
Pochowany został na cmentarzu Rakowickim w Krakowie, w grobowcu kapitulnym w kwaterze Ld.
Jego kuzynami byli ks. dr Maurycy Turkowski (1873-1962) i Antoni Turkowski (ojciec ks. dr. Stanisława Turkowskiego i malarza Tadeusza Turkowskiego).